# مقاومت (فیلم ۱۳۶۵)
مقاومت فیلمی به کارگردانی احمد نیک‌آذر و نویسندگی مجتبی متولی، عبداله باکیده، حمید صفایی محصول سال ۱۳۶۵ است.

## خلاصه داستان
با آغاز جنگ، یک گروه داوطلب و بسیجی قصد رفتن به آبادان را دارند، تا در شکستن محاصره شهر سهیم باشند. جاده‌های اصلی منتهی به شهر، در دست عراقی هاست و هواپیماهای شکاری شان، شهرها و دیگر مواضع اطراف آبادان را برای جلوگیری از نیرورسانی زیر بمباران گرفته است. افسر فرمانده، انتقال داوطلبان به آبادان را ناممکن می‌داند، و آنها را به صبر و انتظار در نوبت دعوت می‌کند. گروه، پس از پنج روز انتظار درصدد رساندن خود به آبادان به هر قیمت می‌شود و بنا به پیشنهاد یکی از داوطلبان، تصمیم به سفر از راه دریا می‌گیرند. ناخدا زبیر تنها فردی است که برای کمک‌های پشت جبهه از راه دریا راهی آبادان است، ولی لنج او گنجایش بیست داوطلب جنگی با آذوقه و مهمات را ندارد. به پیشنهاد اکبر، سرگروه داوطلبان، یک جهاز لکنتی به عنوان وسیله سفر به لنج یدک می‌شود، اما هفت سرنشین یدک با بریده شدن طناب از لنج جدا می‌افتند و در دریا ناپدید می‌شوند. از سویی دیگر با از کارافتادن موتور لنج، آنها نیز قادر به یافتن گمشدگان نمی‌شوند. وجود کوسه‌ها، توفان در یایی، تشنگی و حضور در منطقه جنگی با دشمن همگی را تهدید می‌کند، تا اینکه با جانفشانی جاشوی لنج موفق به راه اندازی آن و یافتن گمشدگان می‌شوند، در حالیکه با مرگ یکی از سرنشینان یدک، برادر او سخت تحت تأثیر قرار گرفته است.

## بازیگران
- هادی اسلامی
- ایرج طهماسب
- احمد عباسقلی
- محمد امین
- محسن شایان فر
- محمود جعفری
- حسین ایری
- کریم اکبری مبارکه
- محسن صادقی نسب
- عبادالله سیفی
- محسن حاجی یوسفی
- محمد محمدی
- مجید محمدپور